# Jorge de Brito
Jorge Artur Rego de Brito ComIH • ComB (Sintra, Queluz, 7 de junho de 1927 — Lisboa, Prazeres, 2 de agosto de 2006) foi um empresário português.

## Biografia
Filho de Artur de Brito (Lisboa, Anjos, c. 1900 - 12 de Março de 1983) e de sua mulher Maria da Anunciação da Silva Rego (Lisboa, São Mamede, c. 1900 - 26 de Novembro de 1988).
Em 1945, começou a trabalhar no Banco Espírito Santo (BES), tendo integrado a secção de Títulos. Em março de 1949, mudou-se para Cabinda, em Angola, onde permaneceu até 1952, jogando poker a dinheiro e investindo na bolsa, mas um relacionamento extraconjugal com a esposa de um oficial do Exército leva-o a regressar a Lisboa, onde trabalhou novamente no BES. A partir de 1956, trabalhou na Fábrica da Abrigada, em Alenquer. Complementarmente, trabalha por conta própria, como intermediário de negócios e investidor na bolsa. 
No início da década de 1960, é convidado e aceita integrar a administração da casa bancária Augustine, Reis & Companhia. Com a abertura de concurso público para a construção e exploração de uma rede de autoestradas, junta um consórcio com a família Figueiredo, o Crédit Lyonnais e a casa bancária Augustine, Reis & Companhia, de Lisboa, para apresentar uma proposta ao concurso, o que deu origem à Brisa, em cujo capital Jorge de Brito possuía 47,75% e cujo consórcio, integrado também pela casa bancária Augustine Reis, CPP, Banco Fonsecas & Burnay e InterBrisa, venceu, apenas à segunda tentativa, em 1972, o concurso para a construção de 390 kilómetros de autoestrada ao longo de 10 anos, contra o consórcio Luso-Hispano-Italiano (liderado pelo BBI, de Miguel Quina) e o consórcio Luso-Britânico (CUF e Grupo Mello), apoiado pelo governo do Reino Unido e no qual o Estado português, através do Grupo Mello, se encontrava representado. O consórcio liderado por Miguel Quinta contestou judicialmente a decisão do governo, alegando que o seu consórcio apresentava um custo de obra inferior e acusando o Estado de favorecer Jorge de Brito. No final da década de 1960, Jorge de Brito adquire à família Figueiredo uma posição acionista, juntamente com Jorge Gonçalves Pereira, no Crédito Predial Português.
Em dezembro de 1970, Jorge de Brito compra a casa bancária Augustine, Reis & Companhia e, de seguida, a casa bancária Sousa, Cruz & Companhia, do Porto, procedendo à integração da Sousa, Cruz & Companhia na Augustine, Reis & Companhia e realizando um aumento de capital, com vista a criar um banco. O processo de fusão demorou nove meses (de junho de 1971 a março de 1972) a ser autorizado pelo governo, no seio do qual existiam resistências à criação de um novo banco, considerando o governador do Banco de Portugal, Manuel Pinto Barbosa, que Jorge de Brito tinha vocação para o mercado de capitais e não para a banca, por oposição ao ministro das Finanças, João Dias Rosas, que apoiava a pretensão de Jorge de Brito e acabaria por autorizar a operação do BIP. A banca tradicional (BES, Totta & Açores e BPA) opunha-se ao projeto de Jorge de Brito, temendo a concorrência. Com a integração das duas casas bancárias, também em março de 1972, foi criado, a partir da casa bancária Augustine, Reis & Companhia, o Banco Intercontinental Português (BIP), liderado por Jorge de Brito. Em setembro de 1972, Jorge de Brito compra a Sociedade Nacional Tipográfica, proprietária do jornal O Século, numa aquisição em diferido, cuja parte do montante paga apenas após a Revolução de 25 de Abril de 1974 ocorreu a partir de uma conta a descoberto no BIP. Em 1973, o BIP passou a estar cotado em bolsa. Durante a fase final do Estado Novo, o BIP tornou-se um grupo financeiro, fundando e adquirindo participações em empresas seguradoras, imobiliárias e turísticas, chegando às 40 empresas em 1974. Chegou a criar, na sua herdade em Arraiolos, um parque africano, com impalas, girafas, leões e palancas. Comprava quadros e outras obras de arte.
A 30 de Abril de 1974, foi agraciado com o grau de Comendador da Ordem de Benemerência.
Após a Revolução de 25 de Abril de 1974, com um passivo em dívida quase a alcançar o volume de investimentos, o grupo BIP aproximava-se da insolvência, pelo que Jorge de Brito solicitou ajuda financeira ao governo provisório, tendo José da Silva Lopes, então ministro das Finanças, autorizado uma injeção de 50 000 contos no BIP. Em setembro de 1974, dirigiu-se ao governador do Banco de Portugal, Jacinto Nunes, solicitando ajuda para o BIP, oferecendo em troca garantias pessoais, mas o governador recusou o pedido de ajuda. A situação no BIP agravava-se com a fuga de capitais no contexto revolucionário e o banco ficou sem tesouraria para fazer pagamentos de caixa; contudo, o Banco de Portugal exigia autorização governamental para poder continuar a apoiar o BIP, pelo que o primeiro-ministro, Vasco Gonçalves, autorizou a injeção de mais 50 000 contos no banco, mas o ministro das Finanças, José da Silva Lopes, impôs, como contrapartida, por despacho de outubro de 1974, que a administração privada cessasse funções e que à intervenção estatal no banco correspondesse a nomeação de administradores indicados pelo governo, uma vez que o BIP apresentava desequilíbrios financeiros e tal permitia, no enquadramento legal da época, a intervenção estatal. Jorge de Brito foi assim destituído da presidência do BIP e Henrique Medina Carreira passou a liderar a administração do BIP. A sua herdade em Arraiolos, onde possuía um jardim zoológico, foi ocupada e os animais foram mortos. Em novembro de 1974, Jorge de Brito tenta um acordo com Manuel Boullosa para a compra do Crédito Predial Português, mas o governo, tentando recuperar as injeções de dinheiro feitas no BIP, intentou uma ação de apreensão dos bens pertencentes a Jorge de Brito (títulos, empresas, imóveis, quadros e mobiliário), que fica sem meios para concretizar a transação e o negócio fracassa. As empresas de Jorge de Brito são declaradas insolventes. Em dezembro de 1974, o primeiro-ministro, Vasco Gonçalves, combina com o Presidente da República, Francisco da Costa Gomes, ordenar a detenção dos proprietários e administradores do BIP, Torralta e Sociedade Financeira Portuguesa, por alegada expatriação ilegal de divisas, pelo que Jorge de Brito é preso em casa, em Cascais, e conduzido à prisão de Caxias, onde permanece durante cinco dias, e depois para o estabelecimento prisional anexo à Polícia Judiciária, em Lisboa, permanecendo, no total, 19 meses preso sem culpa formada. Em final de 1974, o governo nomeia uma comissão de oficiais, paralela à administração de Medina Carreira, para investigar o BIP. Em fevereiro de 1975, após cessar funções como presidente do BIP, Medina Carreira elabora um relatório no qual são reveladas irregularidades na gestão de Jorge de Brito passíveis de constituir crime, tais como crédito autoatribuído, transações bancárias para exclusivo reforço do património pessoal de Jorge de Brito, falta de respeito pelas regras mínimas da prudência bancária e indícios de burlas e falsificações praticadas por Jorge de Brito. Em março de 1975, todo o setor bancário, incluindo o BIP, é nacionalizado por decisão do governo de Vasco Gonçalves; Jorge de Brito planeia fugir da prisão, contudo, desiste do plano, por receio de represálias, uma vez que, nessa mesma noite, são presos outros gestores, banqueiros e industriais, entre os quais membros da família Espírito Santo, à qual Jorge de Brito estava ligado por laços familiares, sendo padrinho de batismo de um dos filhos de Manuel Ricardo Espírito Santo.
Em abril de 1977, o BIP é extinto pelo I Governo Constitucional, de Mário Soares, sendo ministro das Finanças Medina Carreira, no âmbito de uma reestruturação do setor financeiro, e o banco é transferido para o Banco Pinto & Sotto Mayor, sendo a participação do Estado no BIP transferida para a Finangest, responsável pela gestão do património de empresas falidas. Em maio de 1977, Jorge de Brito vai a julgamento por expatriação ilegal de divisas sem autorização do Banco de Portugal e pelo seu envolvimento na Sociedade Financeira Portuguesa, uma vez que, entre abril e outubro de 1974, vendeu os quadros de Maria Helena Vieira da Silva na Suíça, aonde se deslocou para o efeito, com o propósito de assegurar o financiamento dos estudos dos filhos. Em julho de 1977, foi condenado, por expatriação ilegal de divisas, a seis meses de prisão, mas saiu em liberdade por já ter cumprido 19 meses de prisão desde 1974. Apenas em 1982 foi decidido pelo VIII Governo Constitucional, de Francisco Pinto Balsemão, e aceite pelo Banco de Portugal depois de muita resistência, que os bens apreendidos seriam devolvidos a Jorge de Brito, sendo perdoadas as dívidas e consideradas improcedentes as falências reclamadas pelo Estado. Jorge de Brito foi para a Suíça e vendeu parte da sua coleção de quadros de Vieira da Silva, mas manteve a maior parte da coleção, com a qual foi feita uma exposição, em 1984, no Museu de Arte Moderna de São Paulo, para a qual foi convidado pelo então primeiro-ministro, Mário Soares. Autoriza que a coleção seja utilizada para outras iniciativas culturais e, em 1987, recebe uma indemnização do Estado pelos prejuízos causados, contestando o valor para conseguir uma indemnização mais elevada, fazendo também questão de receber o valor da indemnização em numerário, em dois sacos de dinheiro que levantou num balcão do BES.
Foi Presidente do Sport Lisboa e Benfica de 1992 a 1994.
A 2 de Novembro de 1994, foi agraciado com o grau de Comendador da Ordem do Infante D. Henrique, condecoração que lhe foi atribuída pelo presidente Mário Soares por serviços prestados à cultura, uma vez que possuía bens avaliados em seis milhões de contos.
Casou na Quinta da Abrigada, a 7 de Junho de 1959, com Ana Isabel Mafalda de Mendonça Gorjão Henriques (Alenquer, Abrigada, 18 de Abril de 1930 - 24 de Maio de 2011), sobrinha do dono da Fábrica da Abrigada, onde Jorge de Brito trabalhava, e bisneta dum primo-irmão do 1.º Visconde da Torre da Murta, trineta do 1.º Visconde da Baía de juro e herdade e 1.º Conde da Baía, tetraneta do 1.º Visconde do Cartaxo, sobrinha-tetraneta do 1.º Conde da Póvoa e 1.º Barão de Teixeira e sobrinha-tetraneta do 1.º Visconde da Abrigada, da qual teve três filhos e três filhas:
- João Miguel Gorjão Henriques de Brito, 20 de Julho de 1960, divorciado
- Ana Maria Gorjão Henriques de Brito, 21 de Julho de 1961, divorciada
- Jorge Manuel Gorjão Henriques de Brito, 28 de Junho de 1962, casado com Alexandra Carvalho de Brito
- Maria João Gorjão Henriques de Brito, 28 de Junho de 1963, divorciada
- Rita Maria Gorjão Henriques de Brito, 2 de Agosto de 1964, divorciada
- Manuel Ricardo Gorjão Henriques de Brito, 25 de Julho de 1967, casado com Susana Barros de Brito.